# 佩利格罗斯
佩利格罗斯，是西班牙安达卢西亚自治区格拉纳达省的一个市镇。总面积10平方公里，
2001年普查人口總數為8439人，人口密度為每平方公里844人。